# 視訊編碼層
視訊編碼層（Video Coding Layer，VCL），是H.264/AVC的規格，意思是壓縮後、去冗餘（Visual Redundancy）的影像資料，其技術核心包括動作估計、轉換編碼、預測編碼、去區塊效應濾波、及熵編碼等。
視訊編碼層往往與網路抽象層（NAL）相互配合，標準的NAL-unit總共規範（profile）有12種，這12種型式可粗分成VCL NAL-unit及non-VCL NAL-unit，其中 VCL NAL-unit是指NAL-unit中存放的完全是VCL的影像資料。